# Адуляр (военный городок)
Адуляр (официально — Военный городок №310 «Адуляр», в народе — «Город-призрак») — заброшенный город в Московской области, находящийся в 70 км от Москвы. Юридически относился к хутору Фёдоровка.

## История
Дата основания города неизвестна.
В 1980-х годах это был военный город, который принадлежал зенитно-ракетному комплексу. Здесь жили военные с их семьями. Военные обслуживали ракетные установки С-25. В городе была довольно развитая инфраструктура.
В 1991 году после распада СССР военную часть закрыли. Жители были эвакуированы из города. Последний житель покинул город в 2005 году. Мародёры затопили город и вынесли ценные вещи.
В 2016 году планировалось передать городок в Подмосковье.

## Городок на данный момент
В 2022 году городок полностью снесён, за исключением действующей электрической подстанции № 133 «Валуйки»

## Инфраструктура
В городе были водозаборный узел (включая водонапорную башню, резервуар чистой воды, КНС, артезианскую скважину), 8 жилых домов (из них 4 двухэтажных двухподъездных дома, один двухэтажный одноподъездный дом, три пятиэтажных трёхподъездных дома), детская площадка со скамейками и каруселями, собственная трансформаторная подстанция, огороды и самовольные постройки, спортивный зал, котельная, банно-прачечный комбинат, склады, АЗС, караульное помещение с двухкамерной гауптвахтой и ШИЗО, офицерская столовая, автопарк, продуктовый магазин, спортивный городок, штаб, казарма, медсанчасть, солдатский клуб, учебный караульный городок, плац, солдатская столовая, стрельбище, боксы для хранения техники, гаражи, пожарный пруд.